# اعتراض!

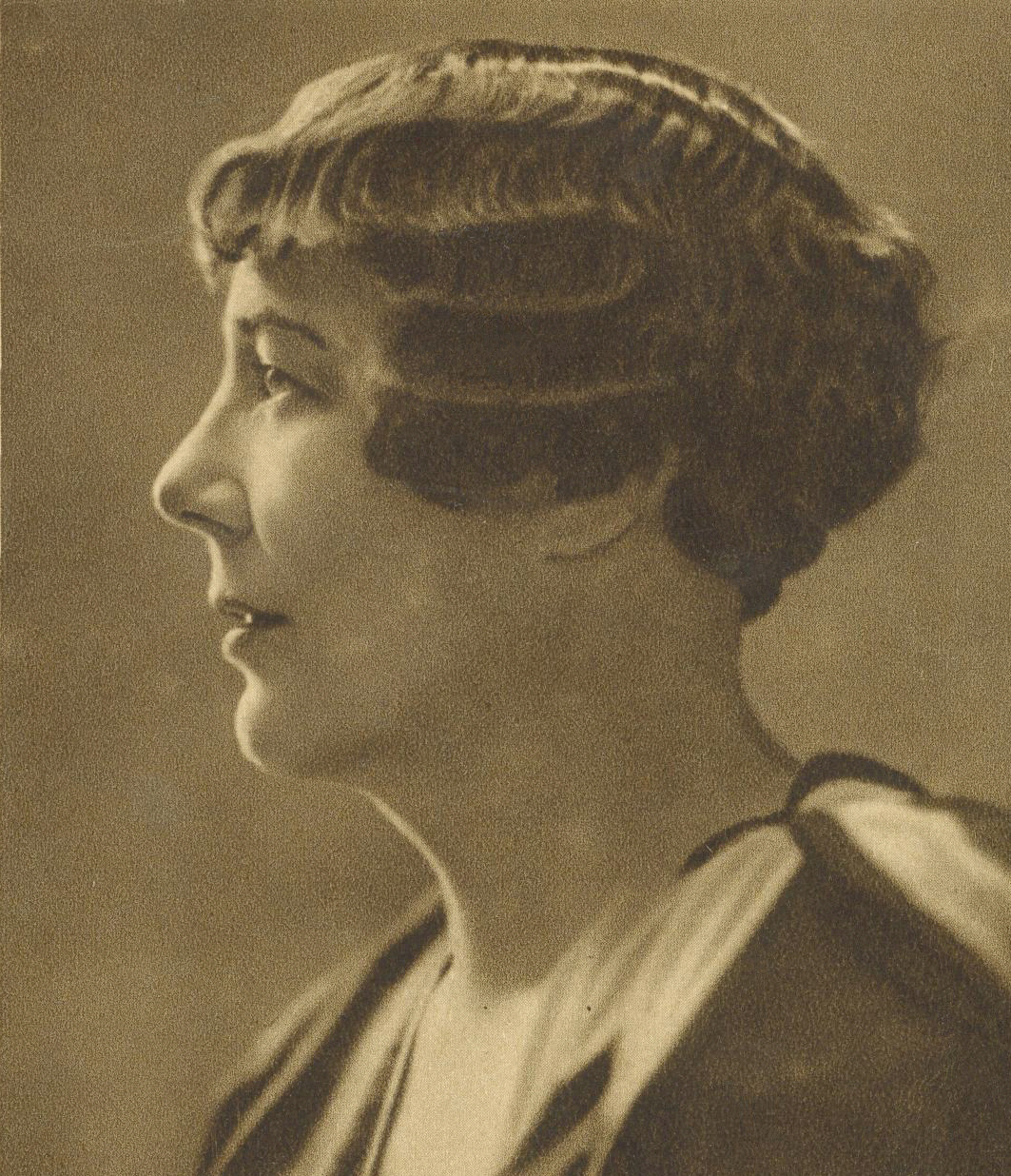
زوفیا کوساک-شچوتسکا، نویسندهٔ اعتراض!؛ نویسنده و فعال اجتماعی کاتولیک لهستانی و رهبر جبهه نوزایی لهستان

اعتراض! (به انگلیسی: Protest!) شب‌نامه‌ای پنهانی چاپ ۱۹۴۲ در لهستان اشغالی بود که توسط کاتولیک‌های لهستانی در اعتراض به کشتار گستردهٔ یهودیان در جریان هولوکاست نوشته شد.

## تاریخچه
اعتراض! در ۲۸ اوت ۱۹۴۲ در ورشو چاپ شد. این شب‌نامه به امضای جبهه نوزایی لهستان – که گروهی زیرزمینی در آن کشور بود – رسید. رهبری این جبهه را نویسنده و فعال اجتماعی، زوفیا کوساک-شچوتسکا، در دست داشت. این شب‌نامه به شکل جزوه در ۵۰۰۰ نسخه و تنها چند هفته پس از آنکه آلمانی‌ها برچیدن گتوی ورشو را آغاز کردند چاپ شد. با پایان عملیات برچیدن این گتو – به عنوان بخشی از عملیات راینهارد – یهودیان باقی‌مانده به اردوگاه مرگ تربلینکا فرستاده شدند.